# Chiesa di Sant'Antonio (Rovereto)
La chiesa di Sant'Antonio, o chiesa di Sant'Antonio Abate, è una parrocchiale in piazza Sant'Antonio 24 a Rovereto.

## Storia
La prima documentazione storica riferita alla chiesa è del 1185. In quello scritto viene citata una cappella probabilmente vicina ad un ospizio per pellegrini e forestieri di passaggio. L'erezione sul sito di un edificio dedicato al culto, legato alla pieve di Lizzana, risale quindi al XII secolo.
Attorno al XV secolo venne ampliata e non fu più una semplice cappella. Nel XVIII secolo viene ampliata ulteriormente. Poco a poco assunse maggiore autonomia rispetto alla pieve e, sul finire del XIX secolo, l'edificio assunse le forme che ci sono pervenute.

## Descrizione

### Esterni
La facciata si presenta su due volumi e con timpano. Alla base del primo ordine c'è un alto rivestimento marmoreo, interrotto dall'unico portone di accesso. Quattro paraste con capitelli ionici sono la semplice decorazione di questa parte. Nel secondo ordine la facciata mostra il settore principale sviluppato mentre ai suoi lati ci sono semplici motivi di raccordo con il primo ordine. Un frontone classico si sovrappone al secondo ordine.
Il campanile ha base quadrangolare. Ha un orologio visibile a sudovest e nordovest. La cella campanaria ha monofore sui quattro lati. La copertura è una cuspide a forma di bulbo.

### Interni
La chiesa è semplice, a navata unica con cinque campate. Il presbiterio è particolare, a tre navate. Le pareti laterali mostrano entrambe un accesso, e quello di destra è stato murato. La volta della navata mostra due dipinti a tempera con l'Arcangelo Michele e Sant'Antonio abate.

## Festa di Sant'Antonio e benedizione degli animali
La festa patronale è il giorno 17 gennaio e viene celebrata di norma la domenica successiva. In tale occasione è tradizione che i proprietari di animali domestici, da compagnia o da lavoro li portino per ricevere la benedizione.